# Scytalocrinus
Scytalocrinus is een geslacht van uitgestorven crinoïden. Dit fossiele geslacht is bekend uit het Carboon van de Verenigde Staten en het Verenigd Koninkrijk (345,3 tot 314,6 miljoen jaar geleden).

## Soorten
- Scytalocrinus barumensis Whidborne, 1896
- Scytalocrinus crassibrachiatus Moore & Strimple, 1973
- Scytalocrinus sansabensis Moore & Plummer, 1940